# Shiferaw Bekele
Pour les articles homonymes, voir Bekele.
Shiferaw Bekele (Šifarāw Baqala) est un historien éthiopien, professeur à l'université d'Addis Abeba. Il est membre du comité de rédaction de la revue du Conseil pour le développement de la recherche en sciences sociales en Afrique (CODESRIA). Membre fondateur de l'Académie des sciences d'Éthiopie, il est secrétaire général de l'Académie des langues et cultures éthiopiennes.

## Cursus
Après avoir consacré ses premiers travaux à l'histoire du chemin de fer franco-éthiopien et à la ville de Dire Dawa, Shiferaw Bekele s'est principalement consacré ensuite à l'histoire de l'Éthiopie aux XVIIIe et XIXe siècles. Il a également exercé des fonctions administratives, impulsé de nombreux projets de recherche, éthiopiens ou internationaux, et s'est employé au repérage et à la sauvegarde de fonds documentaires.
Francophone, il a participé à plusieurs jury de thèses en France.

## Publications

### Ouvrages
- (en) Tadesse Beyene, Richard Pankhurst, Shiferaw Bekele (ed.), Kasa and Kasa - Papers on the Lives, Times and Images of Tewodros II and Yohannes IV (1855-1889), Institute of Ethiopian Studies, Addis Ababa University, 1990
- (en) An Economic History of Ethiopia, Codesria, 2001, 344 pages,  (ISBN 9782869780422)
- (en) Shiferaw Bekele, Uoldelul Chelati Dirar, Alessandro Volterra et Massimo Zaccaria (dir.), The First World War from Tripoli to Addis Ababa (1911-1924), OpenEdition et CFEE, 2018, voir en ligne sur Open Edition

### Articles
- (en) «Environment and Trade Routes : the Case of Tadjura-Shoa Trade Route», in Sixth Eastern Africa History Conference, Ambo, 14-21/3/1984, 17 p., dact.
- (en)  «Some notes on the genesis and interpretation of the tripartite treaty», Journal of Ethiopian Studies, 1985, n° XVIII, p. 63-79
- (en) «The jewels of the railway. Dire Dawa, 1902 to 1926», in Symposium on the Centenary of Addis Abeba, Addis Abeba, 1986, vol. 2, p. 131–166
- (en)  «Aspects of the History of Dire Dawa (1902 to 1936)», in Proceedings of the Fourth Seminar of the Department of History, 1989, p. 81-132
- (en) «Reflections on the Power Elite of the Wärä Seh Mäsfenate (1786-1853)]», Annales d'Éthiopie, 1990, vol. 15, voir en ligne
- (en) «The State in the Zamana Masafent (1786-1853) - An Essay in Reinterpretation», in Tadesse Beyene, Richard Pankhurst, Shiferaw Bekele (éd.), Kasa and Kasa - Papers on the Lives, Tiles and Images of Tewodros II and Yohannes IV (1855-1889), 1990, IES/AAU, p. 25–68
- (en) «The Ethiopian railway and British finance capital, 1896-1902», Africa Roma, 1991, vol. 46, n° 3, p. 351-374
- (en) «The people of Dire Dawa, towards a social history (1902-1936)», in Claude Lepage (éd.), Actes de la Xe Conférence des études éthiopiennes, 1994, p. 611-618
- (en) avec Taye Assefa, «The Study of Amharic Literature : An Overview», Journal of Ethiopian Studies, vol. XXXIII, n° 2, november 2000, p. 27–73
- (fr) Avec Éloi Ficquet, «Le marché du livre éthiopien à l’épreuve de la diversité», Politique africaine, n° 99, 2005, p. 83-96, voir en ligne
- (fr) «La restauration de l'État éthiopien dans la seconde moitié du XIXe siècle», in Gérard Prunier (éd.), L'Éthiopie contemporaine, Karthala, 2007, 440 pages, p. 89–108  (ISBN 978-2-8458-6736-9)
- (en)«The Railway, Dïré Dawa and Harer During the Coup d'État of 1916», in Eloi Ficuet et Wolbert Smidt (éd.), The life and times of Lïj Iyasu of Ethiopia, 2014, p. 151-163
- (en)«Monarchical Restauration and Territorial Expansion: The Ethiopian State in the Second Half of the Nineteenth Century», in Gérard Prunier et Éloi Fiquet (dir.), Understanding Contemporary Ethiopia. Monarchy, Revolution and the Legay of Meles Zenawi, 2015, p. 159-182

### Autres travaux
- (en) The Railway, trade and politics : a historical survey (1896-1935), MA Thesis in History, Addis Ababa University, dir. David Chapple, 1982, dact.